# Ann-Mari Kjellgren
Ann-Mari Kjellgren, gift Rangström, född 15 juli 1917 i Hedvig Eleonora församling, Stockholm, död 13 december 1999 i Maria Magdalena församling, Stockholm, var en svensk barnskådespelare. Som vuxen arbetade hon som dramapedagog. 

## Familj
Ann-Mari Kjellgren var dotter till skådespelaren Alrik Kjellgren. I sitt äktenskap med Dag Rangström blev hon mor till dramatikern Ture Rangström och genom honom farmor till Tuvalisa Rangström. Hon var moster till biskop Caroline Krook och svärdotter till tonsättaren Ture Rangström.

## Filmografi
- 1923 – Boman på utställningen